# Laura Bono
Laura Bono (Varese, 14 januari 1979) is een Italiaans zangeres. Haar doorbraak kwam in maart 2005 toen ze met het nummer Non credo nei miracoli won in de categorie "giovani" van het Festival van Sanremo. Enkele maanden later werd het titelloze debuutalbum uitgebracht. Hiervan werd nog een tweede single uitgebracht. Tutto ha una spiegazione. In het noordelijke Finland geniet Laura eveneens een grote populariteit, het nummer Oggi ti amo wist daar de hoogste regionen van de hitparades te bereiken. In 2006 zingt de zangeres het titelnummer in van de Italiaanstalige soundtrack voor de Walt Disneyfilm Bambi 2.

## Discografie

### Album
- Laura Bono

### Singles
- Non credo nei miracoli
- Tutto ha una spiegazione
- Oggi ti amo (Finland)
- Invidia